# Desa Wlahar (administrativ by i Indonesien, lat -7,07, long 108,96)
Desa Wlahar är en administrativ by i Indonesien.   Den ligger i provinsen Jawa Tengah, i den västra delen av landet, 250 km öster om huvudstaden Jakarta.